# Gonatocerus bicoloriventris
Gonatocerus bicoloriventris är en stekelart som beskrevs av Zeya 1995. Gonatocerus bicoloriventris ingår i släktet Gonatocerus och familjen dvärgsteklar. Inga underarter finns listade i Catalogue of Life.